# Osnovno sredstvo
Osnovno sredstvo (opredmeteno osnovno sredstvo) je sredstvo, ki ga ima poslovni sistem v lasti ali v finančnem najemu. Uporablja se pri ustvarjanju proizvodov ali opravljanju storitev in se bo po pričakovanjih uporabljal v več kot enem obračunskem obdobju (Hočevar et al., 2006, str. 1).
Med opredmetena osnovna sredstva štejemo:
- zemljišča, 
- zgradbe, 
- proizvajalno opremo, 
- drugo opremo in
- biološka sredstva (osnovna čreda, večletni nasadi).